# 기이유라역
기이유라역(일본어: 紀伊由良駅, きいゆらえき)은 일본 와카야마현 히다카군 유라정에 있는, 서일본 여객철도의 철도역이다. 기세이 본선이 지나가며, 기노쿠니 선 소속 열차들을 이용할 수 있다.

## 역 구조
지상역으로, 승강장은 단식 1면 1선과 섬식 1면 2선이 있다. 역사는 단식 승강장 쪽에 있으며, 반대쪽 승강장과는 과선교로 이어져 있다. 고보역이 관리하며, 역 업무는 JR 서일본 메인텍이 대신 하고 있다. 창구는 오전 7시 20분부터 오후 7시 40분까지 영업한다.

### 승강장
| 1 | ■ 기노쿠니 선 | 와카야마 · 덴노지 기슈지 쾌속 방면 |        |
| 2 | ■ 기노쿠니 선 | 와카야마 · 덴노지 방면             | 대피용 |
| 2 | ■ 기노쿠니 선 | 고보 · 신구 방면                   | 대피용 |
| 3 | ■ 기노쿠니 선 | 고보 · 신구 방면                   |        |

## 역세권 정보
- 국도 제42호선

## 역사
- 1928년 10월 28일 - 일본국유철도의 역으로 개업하였다.
- 1987년 4월 1일 - 민영화에 따라 서일본 여객철도의 소속이 되었다.

## 인접역
| 서일본 여객철도 기세이 본선 | 서일본 여객철도 기세이 본선 | 서일본 여객철도 기세이 본선 |
| --------------------------- | --------------------------- | --------------------------- |
| 고보 ·기이타나베 방면       | ■ 기노쿠니 선·한와 선 쾌속  | 유아사 와카야마·덴노지 방면 |
| 기이우치하라 신구 방면      | ■ 기노쿠니 선 보통          | 히로카와비치 와카야마 방면  |